# 아이노나이촌
아이노나이촌(일본어: 相内村)은 일본 홋카이도 도코로군에 설치되었던 촌이다. 현재의 기타미시에 해당한다.